# Хоккейная лига Онтарио
Хоккейная лига Онтарио (англ. Ontario Hockey League (OHL)) — одна из трёх основных юниорских хоккейных лиг, которые образуют Канадскую хоккейную лигу. В лиге имеют право выступать хоккеисты в возрасте от 15 до 20 лет. Лига была образована в 1974 году, выйдя из состава Хоккейной федерации провинции Онтарио. В настоящий момент в лиге принимают участие 20 клубов. 17 из них базируются в канадской провинции Онтарио, 3 клуба представляют Соединённые штаты Америки (два из штата Мичиган, один из Пенсильвании).

## История
Корни Хоккейной лиги Онтарио уходят к Хоккейной ассоциации Онтарио (OHA), которая была основана в 1890 году. С тех пор, в истории юниорского хоккея было 4 основных эры. Впервые OHA организовала юниорский дивизион в 1892 году. В 1933 году он был разделён на два подуровня — дивизион А и дивизион Б, к которому в 1972 году добавились ещё два подуровня. В 1974 году один из них стал называться Главной юниорской хоккейной лигой Онтарио (OMJHL), а спустя 6 лет он был переименован в Хоккейную лигу Онтарио (OHL).

### Комиссионеры
Комиссионеры OMJHL и OHL и годы их пребывания в должности:
- Табби Шмальц (23 сентября 1974 года - 15 декабря 1978 года)
- Билл Биган (15 декабря 1978 года - январь 1979 года)
- Шервуд Бассин (и.о.: январь–сентябрь 1979 года)
- Дэвид Бранч (17 сентября 1979 года - настоящее время)

## Участники
Клубы, которые примут участие в сезоне 2023/2024:
1. ↑  7 февраля 2023 года «Гамильтон Булдогс» объявил, что клуб переедет в Брантфорд, на три сезона из-за ремонта арены «ФёстОнтарио Центр», начиная с сезона 2023/2024. Также было объявлено, что команда на это время будет носить название «Брантфорд Булдогс» и будет играть в «Брантфорд Цивик Центр»[2].

## Плей-офф и Мемориальный Кубок
Победитель плей-офф Хоккейной лиги Онтарио получает Кубок имени Джона Росса Робертсона, президента Хоккейной ассоциации Онтарио с 1901 по 1905 год. В плей-офф выходят 16 команд, по 8 из каждой конференции, которые играют серии до четырёх побед. Затем победитель OHL вместе с чемпионами WHL и QMJHL, а также хозяином турнира состязается за Мемориальный кубок — главный трофей юниорского хоккея в Северной Америке. Хозяином проведения розыгрыша Кубка по очереди становится одна из команд каждой лиги.

## Обладатели Мемориального кубка
Команды OHL/OHA 18 раз выигрывали Мемориальный кубок начиная с 1972 года, когда был введён формат с тремя лигами:
| - 2024: Сагино Спирит - 2017: Уинсор Спитфайрз - 2016: Лондон Найтс - 2015: Ошава Дженералз - 2010: Уинсор Спитфайрз - 2009: Уинсор Спитфайрз - 2005: Лондон Найтс - 2003: Китченер Рейнджерс - 1999: Оттава Сиксти Севенс - 1993: Су-Сент-Мари Грейхаундз | - 1990: Ошава Дженералз - 1986: Гелф Платерс - 1984: Оттава Сиксти Севенс - 1982: Китченер Рейнджерс - 1979: Питерборо Питс - 1976: Гамильтон Финкапс - 1975: Торонто Мальборос - 1973: Торонто Мальборос |

Кубок также был 16 раз выигран командами OHA с 1945 по 1971 гг.:
| - 1970: Монреаль Джуниорс Канадиенс - 1969: Монреаль Джуниорс Канадиенс - 1968: Ниагара-Фолс Флайерз - 1967: Торонто Мальборос - 1965: Ниагара-Фолс Флайерз - 1964: Торонто Мальборос - 1962: Гамильтон Ред Уингз - 1961: Торонто Сент-Майклс Мэйджорс | - 1960: Сент-Катаринс Типис - 1956: Торонто Мальборос - 1955: Торонто Мальборос - 1954: Сент-Катаринс Типис - 1953: Барри Флайерз - 1952: Гелф Билтмур Мэд Хэттерз - 1951: Барри Флайерз - 1947: Торонто Сент-Майклс Мэйджорс |

## Рекорды лиги
Индивидуальные
- Наибольшее количество голов в сезоне: 72 — Джон Таварес (2006/07)
- Наибольшее количество передач в сезоне: 123 — Бобби Смит (1977/78)
- Наибольшее количество очков в сезоне: 192 — Бобби Смит (1977/78)
- Наибольшее количество штрафных минут в сезоне: 487 — Тревор Купманс (1989/90)
- Наибольшее количество очков в сезоне среди новичков: 182 — Уэйн Грецки (1977/78)
- Наибольшее количество очков в сезоне среди защитников: 155 — Брайан Фогарти (1988/89)

Командные
- Наибольшее количество побед в сезоне: 59 — Лондон Найтс (2004/05)
- Наибольшее количество очков в сезоне: 120 — Лондон Найтс (2004/05)
- Наибольшее количество заброшенных шайб в сезоне: 469 — Торонто Мальборос (1974/75)
- Наименьшее количество пропущенных шайб в сезоне: 125 — Лондон Найтс (1974/75)

## Трофеи и награды
| Награда                      | Описание                                                               | Первое вручение |
| ---------------------------- | ---------------------------------------------------------------------- | --------------- |
| Командные                    |                                                                        |                 |
| Кубок Джей Росса Робертсона  | Чемпион OHL                                                            | 1974/75         |
| Гамильтон Спектэтор Трофи    | Победитель регулярного сезона                                          | 1974/75         |
| Уэйн Гретцки Трофи           | Победитель плей-офф Западной Конференции                               | 1998/99         |
| Бобби Орр Трофи              | Победитель плей-офф Восточной Конференции                              | 1998/99         |
| Лейдэн Трофи                 | Победитель Восточного Дивизиона                                        | 1975/76         |
| Эммс Трофи                   | Победитель Центрального Дивизиона                                      | 1975/76         |
| Бумбаччо Трофи               | Победитель Западного Дивизиона                                         | 1994/95         |
| Холоди Трофи                 | Победитель Средне-Западного Дивизиона                                  | 1998/99         |
| Личные                       |                                                                        |                 |
| Ред Тилсон Трофи             | Лучший игрок                                                           | 1974/75         |
| Джим Мэйхон Мемориал Трофи   | Лучший бомбардир среди правых нападающих                               | 1974/75         |
| Эдди Пауэрс Мемориал Трофи   | Лучший бомбардир                                                       | 1974/75         |
| Мэтт Лейдэн Трофи            | Лучший тренер                                                          | 1974/75         |
| Эммс Фэмили Эворд            | Лучший новичок                                                         | 1974/75         |
| Уильям Хэнли Трофи           | За благородство и добропорядочность на льду                            | 1974/75         |
| Макс Камински Трофи          | Лучший защитник                                                        | 1974/75         |
| Дэйв Пинкни Трофи            | Вратарь(и) команды с наилучшим коэффициентом надёжности                | 1974/75         |
| Эф-Дабл-Ю (Динти) Мур Трофи  | Вратарь-новичок с наилучшим коэффициентом надёжности                   | 1975/76         |
| Бобби Смит Трофи             | За лучшее совмещение высоких показателей на льду и в учёбе             | 1979/80         |
| Джэк Фергюсон Эворд          | Первый номер драфта                                                    | 1981            |
| Лео Лалонд Мемориал Трофи    | Лучший взрослый игрок года                                             | 1983/84         |
| Джим Резерфорд Трофи         | Лучший вратарь                                                         | 1987/88         |
| Билл Лонг Эворд              | За преданность клубу                                                   | 1989            |
| Лучший руководитель года OHL | Лучший руководитель                                                    | 1989/90         |
| Дэн Снайдер Мемориал Трофи   | Игрок, проявивший себя в общественной и благотворительной деятельности | 1992/93         |
| Уэйн Гретцки 99 Эворд        | Лучший игрок плей-офф                                                  | 1998/99         |
| Роджер Нилсон Мемориал Эворд | Лучший игрок среди учащихся колледжей/университетов                    | 2004/05         |
| Иван Теннан Мемориал Эворд   | Лучший игрок среди учащихся начальных школ                             | 2004/05         |
| Микки Рено Кэптейнс Трофи    | Лучший капитан команды                                                 | 2008/09         |

## Бывшие команды
- «Корнуолл Роялз» 1981–1992, переехал в Ньюмаркет
  - «Ньюмаркет Роялз» 1992–1994, переехал в Сарнию
- «Ниагара-Фолс Флайерз» 1980–1982, переехал в Норт-Бэй
  - «Норт-Бей Сентенниалз» 1982–2002, переехал в Сагино
- «Брантфорд Александерс» 1980–1984, переехал в Гамильтон
  - «Гамильтон Стилхокс» 1984–1988, переехал в Ниагару-Фолс
  - «Ниагара-Фолс Тандер» 1988–1996, переехал в Эри
- «Гуэлф Плейтерс» 1980–1989, переехал в Оуэн-Саунд
- «Торонто Мальборос» 1980–1989, переехал в Гамильтон
  - «Дьюкс оф Гамильтон» 1989–1991, переехал в Гуэлф
- «Детройт Джуниор Ред Уингз» 1992–1995, стал «Детройт Уэйлерс»
  - «Детройт Уэйлерз» 1995–1997, переехал в Плимут
  - «Плимут Уэйлерс» 1997–2015, переехал в Флинт
- «Брамптон Батталион» 1998–2013, переехал в Норт-Бэй
- «Миссиссога АйсДогз» 1998–2007, переехал в Сент-Катаринс
- «Торонто Сен-Микаэл'с Мэйджорс» 1996–2007, играл в Миссиссоге до 2012 года
- «Беллвилл Буллз» 1981–2015, переехал в Гамильтон